# 임자 화산단
임자 화산단은 전라남도 신안군 임자면 이흑암리에 있다. 2000년 1월 31일 신안군의 향토유적 제8호로 지정되었다.

## 개요
1881년 김평묵이 지도에 유배오자 임자도 사람들은 지도로 나가 학문을 배웠고, 그 사상적 스승들을 기념하기 위해 1916년 유림들이 사재를 출연하여 화산단을 세웠다.